# وستون آندروود، باکینگهام‌شر
وستون آندروود (به انگلیسی: Weston Underwood) یک روستا و محله مدنی در بریتانیا است که در Milton Keynes واقع شده‌است. وستون آندروود ۲۳۹ نفر جمعیت دارد.